# Coulvain
Coulvain est une ancienne commune française, située dans le département du Calvados en région Normandie, peuplée de 389 habitants, devenue le 1er janvier 2016 une commune déléguée au sein de la commune nouvelle de Seulline.

## Géographie
La commune est au nord du Bocage virois, dans un pays que l'on désigne aujourd'hui Pré-Bocage, sorte de seuil du Massif armoricain. L'atlas des paysages de la Basse-Normandie la place au sud-est de l'unité du Bocage en tableaux caractérisée par « une série de vallées parallèles sud-ouest/nord-est » aux « amples tableaux paysagers ». Elle est limitrophe de l'unité du Pré-Bocage.
Le lieu-dit l'Embranchement est un important nœud routier. À cet endroit l'ancienne nationale 177 (aujourd'hui RD 577) venant de Vire et Fougères rejoint l'ancienne nationale 175 (aujourd'hui RD 675) joignant Caen à Avranches et Rennes (un bâtiment du lieu-dit était vraisemblablement une halte à diligence et un autre à Blanche-Maison un relais de poste depuis le XVIIIe siècle. Le lieu a aussi été retenu pour un accès (sortie 42) à l'autoroute A84, permettant ainsi une sortie en direction de Vire venant de Caen. Cette autoroute traverse le sud du territoire communal.
La moitié ouest de la commune est en haute vallée de la Seulles qui prend sa source dans la commune voisine de Jurques et sert partiellement de limite communale avec Cahagnes. La moitié orientale donne ses eaux au ruisseau du Bus, un petit affluent de la Seulline qui rejoint la Seulles à 6 km au nord-ouest.
La pluviométrie annuelle avoisine les 1 000 mm.
Les principaux lieux-dits sont, du nord-ouest à l'ouest, dans le sens horaire, la Blanche Maison, Beaumont, le Nid de Pie, Quéry, l'Embranchement, Clomesnil, le Repentir et le Fongaie.
| Cahagnes | Cahagnes                                                 | Tracy-Bocage                                    |
| Cahagnes | Coulvain                                                 | Saint-Georges-d'Aunay (comm. nouv. de Seulline) |
| Jurques  | Jurques, Saint-Georges-d'Aunay (comm. nouv. de Seulline) | Saint-Georges-d'Aunay (comm. nouv. de Seulline) |

## Toponymie
Le nom de la localité est attesté sous les formes Corlevain en 1198 et Coulevain en 1371. 
Il est issu du latin cortem, « domaine », et d'un anthroponyme germanique tels Laipwin ou Leuwa(n).
Le gentilé est Coulvinois.

## Histoire
Sous l'Ancien Régime, Coulvain faisait partie du doyenné de Villers-Bocage et de l'élection de Vire (généralité de Caen). Avant 1789, le fief de Coulvain relève de la seigneurie d'Aunay.
Le 1er janvier 2016, Coulvain forme avec Saint-Georges-d'Aunay la commune de Seulline créée sous le régime juridique des communes nouvelles instauré par la loi no 2010-1563 du 16 décembre 2010 de réforme des collectivités territoriales. Les communes de Coulvain et Saint-Georges-d'Aunay deviennent des communes déléguées et Saint-Georges-d'Aunay est le chef-lieu de la commune nouvelle.

## Politique et administration

### Tendances politiques et résultats
Candidats ou listes ayant obtenu plus 5 % des suffrages exprimés lors des dernières élections politiquement significatives :
- Régionales 2015[11] :
  - 1er tour (49,31 % de votants) : FN (Nicolas Bay) 35,77 %, Union de la gauche (Nicolas Mayer-Rossignol) 32,85 %, Union de la droite (Hervé Morin) 17,52 %, FG (Sébastien Jumel)  5,84 %.
  - 2e tour (62,85 % de votants) : Union de la gauche (Nicolas Mayer-Rossignol) 40,68 %, FN (Nicolas Bay) 37,29 %, Union de la droite (Hervé Morin) 22,03 %.
- Européennes 2014[12] (46,67 % de votants) : FN (Marine Le Pen) 46,51 %, UMP (Jérôme Lavrilleux) 16,28 %, PS-PRG (Gilles Pargneaux) 11,63 %, DLR (Jean-Philippe Tanguy) 6,98 %, EÉLV (Karima Delli) 6,20 %.
- Législatives 2012[13] :
  - 1er tour (56,82 % de votants) : Jean-Yves Cousin (UMP) 39,73 %, Alain Tourret (PRG) 36,99 %, Marie-Françoise Lebœuf (FN) 13,01 %.
  - 2e tour (53,79 % de votants) : Jean-Yves Cousin (UMP) 53,62 %, Alain Tourret (PRG) 46,38 %.
- Présidentielle 2012[14] :
  - 1er tour (85,93 % de votants) : Marine Le Pen (FN) 30,32 %, Nicolas Sarkozy (UMP) 24,89 %, François Hollande (PS) 22,17 %, Jean-Luc Mélenchon (FG) 8,60 %, François Bayrou (MoDem) 5,88 %.
  - 2e tour (86,69 % de votants) : Nicolas Sarkozy (UMP) 55,02 %, François Hollande (PS) 44,98 %.

### Administration municipale
| Période                                  | Période       | Identité       | Étiquette | Qualité     |
| ---------------------------------------- | ------------- | -------------- | --------- | ----------- |
| 1983                                     | mars 2008     | André Denise   | SE        | Agriculteur |
| mars 2008                                | décembre 2015 | Michel Lafosse | SE        | Commercial  |
| Les données manquantes sont à compléter. |               |                |           |             |

Le conseil municipal était composé de onze membres dont le maire et deux adjoints. Ces conseillers intègrent au complet le conseil municipal de Seulline le 1er janvier 2016 jusqu'en 2020 et Michel Lafosse devient maire délégué.

## Démographie
En 2021, la commune comptait 389 habitants. Depuis 2004, les enquêtes de recensement dans les communes de moins de 10 000 habitants ont lieu tous les cinq ans (en 2006, 2011, 2016, etc. pour Coulvain) et les chiffres de population municipale légale des autres années sont des estimations.
Coulvain a compté jusqu'à 527 habitants en 1846.
| 1793 | 1800 | 1806 | 1821 | 1831 | 1836 | 1841 | 1846 | 1851 |
| ---- | ---- | ---- | ---- | ---- | ---- | ---- | ---- | ---- |
| 286  | 314  | 323  | 494  | 505  | 521  | 515  | 527  | 502  |

| 1856 | 1861 | 1866 | 1872 | 1876 | 1881 | 1886 | 1891 | 1896 |
| ---- | ---- | ---- | ---- | ---- | ---- | ---- | ---- | ---- |
| 455  | 445  | 418  | 365  | 359  | 338  | 360  | 330  | 316  |

| 1901 | 1906 | 1911 | 1921 | 1926 | 1931 | 1936 | 1946 | 1954 |
| ---- | ---- | ---- | ---- | ---- | ---- | ---- | ---- | ---- |
| 297  | 280  | 268  | 211  | 240  | 211  | 221  | 265  | 246  |

| 1962 | 1968 | 1975 | 1982 | 1990 | 1999 | 2006 | 2011 | 2016 |
| ---- | ---- | ---- | ---- | ---- | ---- | ---- | ---- | ---- |
| 254  | 239  | 218  | 214  | 236  | 289  | 326  | 373  | 397  |

| 2019 | - | - | - | - | - | - | - | - |
| ---- | - | - | - | - | - | - | - | - |
| 394  | - | - | - | - | - | - | - | - |

## Lieux et monuments
- Église Saint-Vigor (fin XVIIIe siècle), dont le tabernacle et le baldaquin sont classés au titre objetaux monuments historiques[19].
- Ancien relais de poste, à Blanche-Maison, de la première moitié du XVIIIe siècle, avec sa porte charretière en arc en plein cintre. En 1741, le relais de poste est transféré Villers-Bocage. Son dernier maître de poste fut probablement Marin Pierre Declosmesnil, cité en 1734[2].
- Ancienne halte à diligences (probablement ancienne hôtellerie), à l'Embranchement, de la fin XVIIIe  et du début du XIXe siècle, bâtie en calcaire et schiste. L'établissement a certainement été créé peu après l'ouverture de la route royale reliant Caen à la Bretagne, en 1779[2].
- Moulin à grain, sur la Seulles. En 1829, Jean-Robert Gaillard fait l'acquisition et s'installe aux moulins de Coulvain où il entreprend des travaux de modernisation comme l'atteste une pierre calcaire gravée[20].
- Calvaire-monument aux morts (1920).